# Juan Eduardo Eluchans
Juan Eduardo Eluchans, dit Elu, est un footballeur argentin né le 14 avril 1980 à Tandil (Buenos Aires). 
Il est latéral gauche formé au CA Independiente, et a a évolué pendant trois saisons en championnat de France, au stade Malherbe Caen.

## Carrière
Joueur relativement complet et accrocheur, Eluchans évolue habituellement en tant que milieu gauche mais peut aussi jouer au poste d'arrière gauche ou sur l'aile droite[réf. souhaitée].
Il fit partie de la pré-sélection de l'Équipe d'Argentine des moins de 20 ans. 
Après sept saisons professionnelles en Argentine, principalement au Independiente avec lequel il remporte le tournoi d'Ouverture en 2002, il signe un contrat de deux ans (plus un an en option) avec le SM Caen en juin 2007. Son transfert est alors estimé à 1 million d'euros. 
Il dispute son premier match en Ligue 1 dès la première journée, le 4 août 2007, pour la réception de l'Nice (1-0). Il marque son premier but un mois plus tard, le 1er septembre 2007 face au FC Sochaux (2-2). Après quelques semaines d'adaptation, Juan Eduardo Eluchans conquiert le public bas-normand et participe pleinement à la belle saison du club. Il devient tellement populaire qu'une chanson à sa gloire résonne certains soirs au Stade Michel-d'Ornano[réf. nécessaire]. En 2008, son compatriote Pablo Barzola le rejoint en Basse-Normandie. "Elu" est victime d'une luxation de l'épaule fin octobre 2008 qui l'éloigne deux mois des terrains. Peinant à retrouver son niveau de jeu de la saison passée, il ne peut empêcher le club d'être relégué en Ligue 2. Malgré son souhait initial de quitter la Normandie, il entame en 2009 sa première saison en Ligue 2. Le club remporte le championnat, mais les deux parties ne parviennent pas à s'accorder sur une prolongation de contrat.
En juin 2010, il annonce son départ pour le club chilien d'Universidad Católica. Il remporte le championnat du chili.

## Statistiques
| Saison          | Club                      | Pays | Championnat | Championnat | Championnat | Coupe nationale | Coupe nationale | Coupe de la ligue | Coupe de la ligue | Comp. continentale | Comp. continentale | Comp. continentale |
| Saison          | Club                      | Pays | Div.        | Matchs      | Buts        | M               | B               | M                 | B                 | Comp.              | M                  | B                  |
| --------------- | ------------------------- | ---- | ----------- | ----------- | ----------- | --------------- | --------------- | ----------------- | ----------------- | ------------------ | ------------------ | ------------------ |
| 2000-2001       | CA Independiente          |      | Primera     | 9           | 1           | -               | -               | -                 | -                 | -                  | -                  | -                  |
| 2001-2002       | CA Independiente          |      | Primera     | 17          | 1           | -               | -               | -                 | -                 | -                  | -                  | -                  |
| 2002-2003       | CA Independiente          |      | Primera     | 24          | 1           | -               | -               | -                 | -                 | -                  | -                  | -                  |
| 2003-2004       | CA Independiente          |      | Primera     | 7           | 1           | -               | -               | -                 | -                 | Lib.               | 6                  | 0                  |
| 2004-2005       | CA Independiente          |      | Primera     | 20          | 2           | -               | -               | -                 | -                 | -                  | -                  | -                  |
| 2005-janv. 2006 | CA Independiente          |      | Primera     | 6           | 1           | -               | -               | -                 | -                 | -                  | -                  | -                  |
| janv. 2006-2006 | CA Rosario Central (prêt) |      | Primera     | 12          | 0           | -               | -               | -                 | -                 | Lib.               | 5                  | 0                  |
| 2006-2007       | CA Independiente          |      | Primera     | 32          | 1           | -               | -               | -                 | -                 | -                  | -                  | -                  |
| 2007-2008       | SM Caen                   |      | L1          | 36          | 6           | 0               | 0               | 1                 | 0                 | -                  | -                  | -                  |
| 2008-2009       | SM Caen                   |      | L1          | 24          | 1           | 2               | 0               | 1                 | 1                 | -                  | -                  | -                  |
| 2009-2010       | SM Caen                   |      | L2          | 34          | 5           | 3               | 0               | 1                 | 0                 | -                  | -                  | -                  |
| 2010            | CD Universidad Católica   |      | Primera     | 17          | 1           | 1               | 1               | -                 | -                 | -                  | -                  | -                  |

## Palmarès

### En équipe
- Champion d'Argentine (1):
  - Tournoi d'ouverture 2002 ( Independiente)
- Champion de France de Ligue 2 (1): 
  - 2010 ( SM Caen)
- Champion du Chili (1): 
  - 2010 ( Universidad Católica)

### Distinction personnelle
- Joueur du mois UNFP de Ligue 2 (1):
  - mars 2010 ( SM Caen).